# Oncocephala gestroi
Oncocephala gestroi es una especie de insecto coleóptero de la familia Chrysomelidae.
Fue descrita científicamente en 1899 por Weise.